# Evacanthus ruficostatus
Evacanthus ruficostatus är en insektsart som beskrevs av Kuoh 1987. Evacanthus ruficostatus ingår i släktet Evacanthus och familjen dvärgstritar. Inga underarter finns listade i Catalogue of Life.